# Thymelaea procumbens
Thymelaea procumbens é uma espécie de planta com flor pertencente à família Thymelaeaceae. 
A autoridade científica da espécie é A.Fern. & R.Fern., tendo sido publicada em Boletim da Sociedade Broteriana, sér. 2 26: 266–274, f. 1a, pl. 1–2, 3–8 [photographs]. 1952.

## Portugal
Trata-se de uma espécie presente no território português, nomeadamente em Portugal Continental.
Em termos de naturalidade é endémica da Península Ibérica.

## Protecção
Não se encontra protegida por legislação portuguesa ou da Comunidade Europeia.